# 표문쥐치
표문쥐치(Naso unicornis)는 양쥐돔목 양쥐돔과에 속하는 물고기이다. 몸의 크기는 보통 40~70cm지만 최대의 크기로는 1m까지도 자랄 수가 있어 양쥐돔과에서 대형물고기에 속한다.

## 특징과 먹이
표문쥐치는 매우 독특한 특징을 가진 물고기이다. 몸의 색깔은 전체적으로 회색이며 머리에 뿔의 모양에 긴 돌기를 가지고 있다. 등지느러미는 2개가 있으며 매우 날카로운 가시가 나있고 지느러미의 부근은 노란색을 띈다. 또한 꼬리지느러미의 위와 아래의 맨 하단부가 튀어나와 있다. 먹이는 바다에서 나는 해양식물들의 일종인 해조류를 주로 먹는 초식성물고기이다. 바닷물고기로서 관상용의 가치가 있어 관상어로도 쓰이며 아쿠아리움에서도 쉽게 찾아볼 수가 있는 물고기이다.

## 서식지와 어획
표문쥐치의 주요서식지는 서부 태평양과 인도양이 있으며 일본의 남부, 인도네시아의 남부, 오스트레일리아의 북서부에 가장 많은 개체수가 서식하고 있다. 수심 10m~120m의 산호초나 해조류가 많은 암초지대에 주로 서식한다. 표준쥐치는 양쥐돔과의 어류 중에선 식용으로도 이용이 되는데 일본과 인도양의 국가들에선 표문쥐치를 잡아서 구워먹거나 튀겨서 먹기도 하며 회로도 먹는다.

## 같이 보기
- 양쥐돔목
- 양쥐돔과